# جيش الجهاد
جيش الجهاد هي مجموعة معارضة تنشط في محافظة القنيطرة. تم تشكيل المجموعة عن طريق دمج 7 مجموعات مستقلة وفصائل منشقة عن جبهة النصرة بعد اشتباك الأخيرة مع لواء شهداء اليرموك في ديسمبر 2014. وكانت تلك المجموعات هي: سرايا الجهاد وجماعة جند الإسلام وجماعة أبو بصير وحركة مجاهدي الشام وجماعة شباب أهل السلف ولواء ذو النورين وجماعة البنيان المرصوص.
اتهمت مجموعات سورية معارضة جيش الجهاد بالولاء للدولة الإسلامية. وفي أبريل اندلعت اشتباكات عنيفة بين المجموعة والجيش السوري الحر وجبهة النصرة بعد أن نصب مسلحو جيش الجهاد كميناً وقتلوا ستة مقاتلين من الجيش الحر عند نقطة تفتيش في القنيطرة. أعلنت جبهة النصرة وفصائل أخرى معارضة في 6 مايو 2015 عن إخراج قوات جيش الجهاد من القحطانية ومدينة القنيطرة.